# Altenstadt (Wissembourg)
Altenstadt (elsässisch Àltestàdt) ist ein Dorf im Elsass. Es wurde 1975 als Commune associée in die nordwestlich gelegene Stadt Weißenburg eingemeindet.

## Geographie
Altenstadt liegt zwischen dem Biosphärenreservat Pfälzerwald-Vosges du Nord und dem Unteren Mundatwald unmittelbar südlich der deutschen Grenze. Die Wieslauter fließt durch den Ort.
Zu Altenstadt gehören die Weiler Geitershof und Geisberg.

## Geschichte

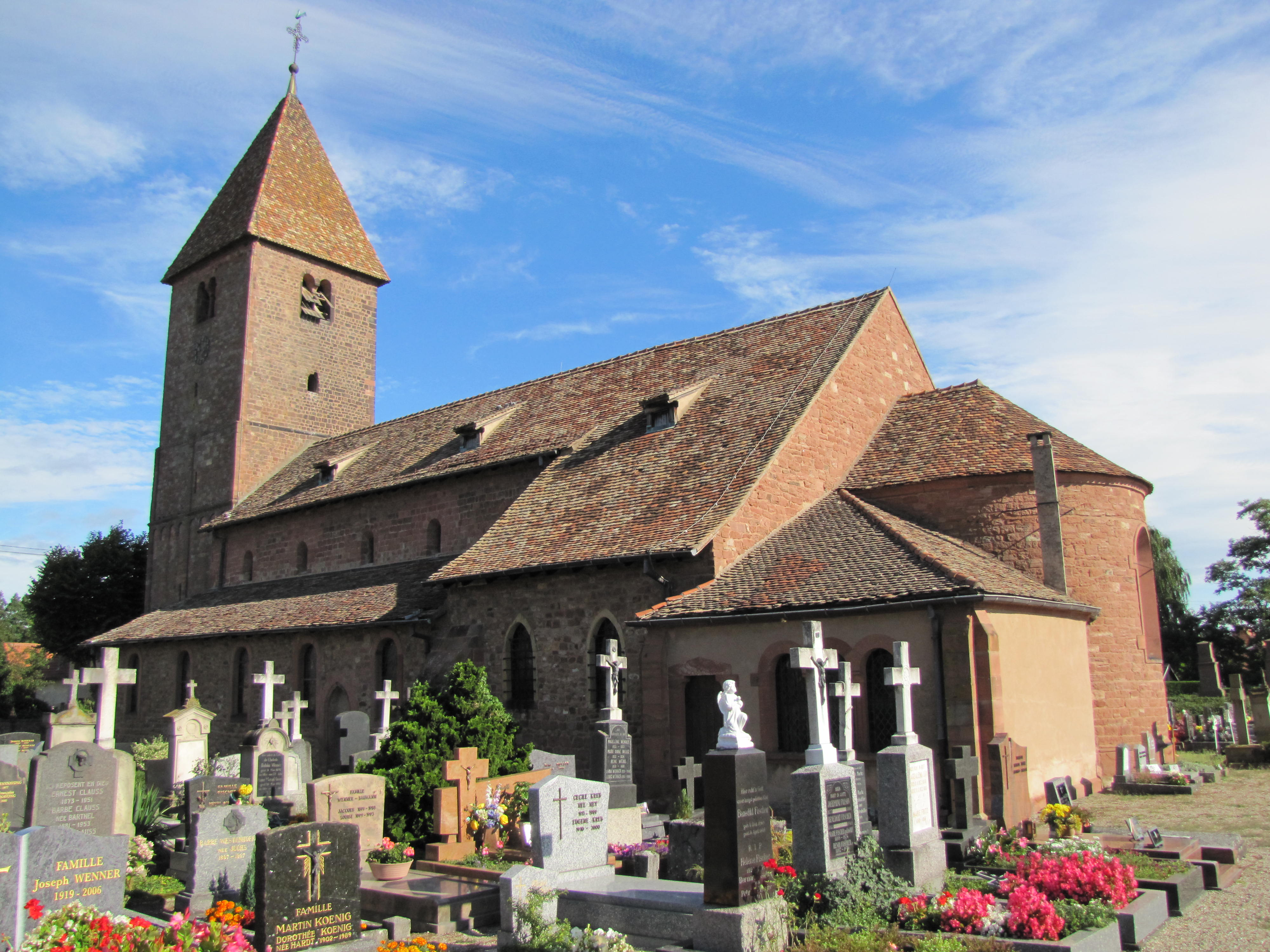
Römisch-Katholische Kirche St. Ulrich

Im Mittelalter gehörte Altenstadt mit umliegenden Dörfern zur Weißenburger Mundat, den Ländereien des Klosters Weißenburg.
1521 gelangte die Vogtei Altenstadt hälftig zur Kurpfalz.
Vor der Französischen Revolution gehörten Altenstadt und Schweighofen zusammen.
Altenstadt, Schweighofen, Schleithal, Oberseebach und das Schlettenbacher Tal bildeten zu dieser Zeit das Amt Altenstadt, gemeinschaftlich zur Kurpfalz und der Probstei Weißenburg zugehörig.
Im Zuge der Französischen Revolution wurde Altenstadt Teil des Departements Bas-Rhin.
Durch die Grenzziehung im Zweiten Pariser Frieden 1815 gehörte es zum Königreich Bayern und dort zum Landkommissariat Bergzabern.
In der Grenzkonvention zwischen Bayern und Frankreich von 1825 trat Bayern Altenstadt an Frankreich ab.
Zum 1. Januar 1975 wurde Altenstadt nach Weißenburg eingemeindet.

## Wappen
Blasonierung: In Silber ein schwarzes Hufeisen. D'argent á un fer à cheval de salbe.
Das Hufeisen findet sich auf Kirchenfenstern der Kirche St. Ulrich sowie auf Grenzsteinen datiert aus dem Jahre 1790.